# موزه تاریخی ماتسورا
موزه تاریخی ماتسورا (به ژاپنی: 松浦史料博物館, Matsura Shiryō Hakubutsukan)، در هیرادو (ناگاساکی)، استان ناگاساکی، ژاپن، در سال ۱۹۵۵ افتتاح شد. این موزه در عمارت تسوروگامینه خاندان ماتسورا در سال ۱۸۹۳ دایمیو سابق قلمرو هیرادو قرار دارد.
خانواده ماتسورا از اوایل دوره ادو موزه ای در محل فعلی موزه داشتند. پس از جنگ، ساختمان و محوطه توسط رئیس خاندان ماتسورا در آن زمان در سال ۱۹۵۵ به شهر هیرادو اهدا شد و ساختمان در اکتبر همان سال بازسازی و افتتاح شد.
در موزه تاریخی ماتسورا در هیرادو بیش از ۲۰۰ جلد از محقق ماتسورا سیزان [۱۷۶۰-۱۸۴۱] وجود دارد که از بیش از ۱۰۰ رکورد از ماتسورا شیگنوبو معاصر ویلیام آدامز (دریانورد) استفاده کرده‌است.